# Aedes nataliae
Aedes nataliae är en tvåvingeart som beskrevs av Gornostaeva 2005. Aedes nataliae ingår i släktet Aedes och familjen stickmyggor. Inga underarter finns listade i Catalogue of Life.